# Dystasia siamensis
Dystasia siamensis är en skalbaggsart som beskrevs av Stefan von Breuning 1938. Dystasia siamensis ingår i släktet Dystasia och familjen långhorningar. Inga underarter finns listade i Catalogue of Life.